# Busters börskupp
Busters börskupp (engelska: The Saphead) är en amerikansk komedi-stumfilm från 1920. Filmen är regisserad av Herbert Blaché och Winchell Smith, med manus skrivet av June Mathis.
Handlingen i filmen är en sammanslagning av två berättelser, Bronson Howards pjäs The Henrietta och romanen The New Henrietta av Victor Mapes och Winchell Smith.

## Rollista (i urval)
- Edward Jobson – Reverend Murray Hilton
- Beulah Booker – Agnes Gates
- Edward Connelly – Mr. Musgrave
- Edward Alexander – Watson Flint
- Irving Cummings – Mark Turner
- Odette Tyler – Mrs. Cornelia Opdyke
- Carol Holloway – Rose Turner
- Jack Livingston – Dr. George Wainright
- William H. Crane – Nicholas Van Alstyne
- Buster Keaton – Bertie Van Alstyne